# Speyeria coronis
Speyeria coronis är en fjärilsart som beskrevs av Hans Hermann Behr 1862. Speyeria coronis ingår i släktet Speyeria och familjen praktfjärilar. Inga underarter finns listade i Catalogue of Life.